# Mason Burstow
Mason Paul James Burstow (Greenwich, 4 agosto 2003) è un calciatore inglese, attaccante dell'Hull City.

## Carriera

### Club
Ha iniziato a giocare nelle giovanili di Welling Utd e Maidstone Utd prima di entrare nel settore giovanile del Charlton nel 2020. Ha debuttato in prima squadra il 31 agosto 2021 nell'incontro di Football League Trophy vinto 6-1 contro il Crawley Town, nel quale ha anche segnato la sua prima rete in competizioni professionistiche.
Il 1º febbraio 2022 è stato acquistato a titolo definitivo dal Chelsea che lo ha lasciato in prestito agli Addicks fino al termine della stagione. Assegnato alla formazion Under-21, Il 20 agosto 2023 ha fatto il suo esordio in Premier League giocando i minuti finali della trasferta persa 3-1 contro il West Ham Utd e poche settimane dopo è stato ceduto in prestito al Sunderland, club di seconda divisione, fino al termine della stagione.
Il 16 agosto 2024 è stato ceduto a titolo definitivo all'Hull City, altro club di seconda divisione, con cui ha firmato un contratto quadriennale.

### Nazionale
Ha giocato nella nazionale giovanile inglese Under-20.

## Statistiche

### Presenze e reti nei club
Statistiche aggiornate al 17 aprile 2025.
| Stagione        | Squadra         | Campionato      | Campionato | Campionato | Coppe nazionali | Coppe nazionali | Coppe nazionali | Coppe continentali | Coppe continentali | Coppe continentali | Altre coppe | Altre coppe | Altre coppe | Totale | Totale |
| Stagione        | Squadra         | Comp            | Pres       | Reti       | Comp            | Pres            | Reti            | Comp               | Pres               | Reti               | Comp        | Pres        | Reti        | Pres   | Reti   |
| --------------- | --------------- | --------------- | ---------- | ---------- | --------------- | --------------- | --------------- | ------------------ | ------------------ | ------------------ | ----------- | ----------- | ----------- | ------ | ------ |
| 2021-2022       | Charlton        | FL1             | 16         | 2          | FACup+CdL       | 2+0             | 1+0             | -                  | -                  | -                  | FLT         | 5           | 3           | 23     | 6      |
| 2022-2023       | Chelsea U-21    | -               | -          | -          | -               | -               | -               | -                  | -                  | -                  | FLT         | 4           | 1           | 4      | 1      |
| ago. 2023       | Chelsea         | PL              | 2          | 0          | FACup+CdL       | 0+1             | 0               | -                  | -                  | -                  | -           | -           | -           | 3      | 0      |
| 2023-2024       | Sunderland      | FLC             | 20         | 1          | FACup+CdL       | 0               | 0               | -                  | -                  | -                  | -           | -           | -           | 20     | 1      |
| 2024-2025       | Hull City       | FLC             | 28         | 2          | FACup+CdL       | 1+0             | 0               | -                  | -                  | -                  | -           | -           | -           | 29     | 2      |
| Totale carriera | Totale carriera | Totale carriera | 66         | 5          |                 | 4               | 1               |                    | -                  | -                  |             | 9           | 4           | 79     | 10     |